# 尤里·舍夫丘克
尤里·尤里亚诺维奇·舍甫丘克（俄语：Юрий Юлианович Шевчук，羅馬化：Yuri Yulianovich Shevchuk，1957年5月16日—），苏联与俄罗斯摇滚音乐家、歌手、DDT乐队的创始人、领导者与唯一固定成员、巴什科尔托斯坦共和国人民艺术家。